# Río Topka (Ovechka)
El río Topka (en ruso: Топка) es un río del raión Prikubanski de Karacháyevo-Cherkesia, Rusia, afluente por la orilla izquierda del río Ovechka, que lo es del Kubán.
Tiene el código 0200962 del Catálogo nacional de los nombres geográficos.

## Curso
El río nace en las vertientes septentrionales del Gran Cáucaso, 3 km al sureste de Privólnoye . Su curso discurre hacia al norte, dejando en sus orillas Privólnoye, tras lo que cruza el Gran Canal de Stávropol, Ilichóvskoye y Prigoródnoye, donde desemboca en la orilla izquierda del Ovechka.